# Río Branco (Urugvaj)
Río Branco je grad u departmanu Cerro Largo na samom istoku Urugvaja, uz granicu s Brazilom.
Naziv Rio Branco na portugalskom znači "bijela rijeka". Unatoč tome, ime grada dolazi od brazilskog diplomata Joséa Paranhosa, baruna od Rio Branca i nekadašnjeg ministra vanjskih poslova tijekom 1910-ih, koji je odredio konačnu granicu između Brazila i Urugvaja. Ipak, stanovnici grad više vole zvati Río Blanco, na španjolskom jeziku, ali ga izgovaraju kao portugalski.
Nalazi se 86 kilometara istočno-jugoistočno od sjedišta departmana Mela na autocesti broj 26. Sjevernim dijelom grada prolazi rijeka Jaguarão (portugalski Rio Jaguarão) koja tako čini prirodnu granicu s Brazilom. S desne strane toka rijeke, odnosno na podrulju Brazila, smjestio se grad Jaguarão, koji je i dobio ime po rijeci koja ga odvaja od Río Branca.
Grad je osnovan 31. kolovoza 1915. godine kao gradić (villa) pod imenom "Artigas" prema aktu zakona broj 5.530. Status grada dobio je 1. srpnja 1953. prema aktu zakona broj 11.963.

## Stanovništvo
Prema popisu stanovništva iz 2011. godine, Río Branco je imao 14.604 stanovnika.
| Godina | Stanovništvo |
| ------ | ------------ |
| 1908.  | 4.106        |
| 1963.  | 4.023        |
| 1975.  | 5.685        |
| 1985.  | 9.072        |
| 1996.  | 12.215       |
| 2004.  | 13.456       |
| 2011.  | 14.604       |

- Izvor: Državni statistički zavod Urugvaja.[3]

## Vanjske poveznice
- (šp.) Službene stranice departmana Cerro Largo  Arhivirana inačica izvorne stranice od 2. listopada 2018. (Wayback Machine)